# Janine Borba
Janine Moraes Borba (Florianópolis, 24 de maio de 1968) é uma jornalista brasileira.

## Biografia
Em 1989 formou-se em jornalismo pela Faculdades Integradas Alcântara Machado (FIAM). Estreou naquele ano na rádio, trabalhando na Rádio Bandeirantes, CBN e Rádio Globo. A estreia na televisão deu-se apenas em 1996 como repórter do Canal 21 e do Jornal da Band, do qual se tornou âncora em 1999 ao lado de Marcos Hummel.
Em agosto de 2004 chegou à Rede Record, apresentando ao lado de Paulo Henrique Amorim o Tudo a Ver, revista eletrônica vespertina e diária, aclamada pelo público e pela crítica. Porém, pediu para sair do projeto e foi remanejada para a nova fase do Fala Brasil, telejornal das manhãs da emissora, voltando a formar dupla com o colega Marcos Hummel. Em 2006 ela comandou o Jornal 24 Horas, noticiário de fim de noite da emissora. Em 2007, passou a apresentar o Domingo Espetacular, revista eletrônica dominical da Record, novamente junto com Paulo Henrique Amorim. No mesmo ano, também esteve na recém-criada Record News, como apresentadora do Direto da Redação, exibido nas tardes do canal jornalístico da Record. Janine permaneceu no Domingo Espetacular por 12 anos, deixando a apresentação em maio de 2019. Nesse período o programa jornalístico se consolidou na programação da emissora. Após a saída da revista semanal, foi pro Jornal da Record (do qual já fazia de forma interina) pra ser âncora dos boletins exibidos na programação.
Em julho de 2023, a jornalista foi dispensada da RecordTV após 19 anos na emissora. A apresentadora foi um dos nomes relacionados na lista de demissões do canal paulista por conta da política de cortes de gastos.

## Filmografia
| Ano     | Título               | Função        | Notas       | Emissora          |
| ------- | -------------------- | ------------- | ----------- | ----------------- |
| 1996–99 | Jornal São Paulo     | Repórter      |             | Canal 21          |
| 1998–99 | Jornal da Band       | Repórter      |             | Rede Bandeirantes |
| 1999–03 | Jornal da Band       | Apresentadora |             | Rede Bandeirantes |
| 2004    | Tudo a Ver           | Apresentadora |             | Rede Record       |
| 2004–06 | Fala Brasil          | Apresentadora |             | Rede Record       |
| 2006–07 | Jornal 24 Horas      | Apresentadora |             | Rede Record       |
| 2006–23 | Jornal da Record     | Apresentadora | Aos sábados | Rede Record       |
| 2007–19 | Domingo Espetacular  | Apresentadora |             | Rede Record       |
| 2007–09 | Direto da Redação    | Apresentadora |             | Record News       |
| 2019–23 | Jornal da Record 24h | Apresentadora |             | Rede Record       |

## Vida Pessoal
Janine é casada e tem dois filhos gêmeos: Antonella e Filippo. Eles nasceram em 25 de maio de 2013, um dia depois de Janine completar 45 anos.